# Фалес
Фале́с Міле́тський (також іноді Талес, дав.-гр. Θαλῆς ὁ Μιλήσιος; прибл. 624/623  – c. 548/545 до н. е.) — грецький математик, астроном і філософ досократик із Мілета в Іонії, Анатолія. Він був одним із семи мудреців Греції. Багато мислителів, зокрема Арістотель, вважали його першим філософом у грецькій традиції, а в інших історичних джерелах його визнано першою людиною, яка займалася науковою філософією. Його часто називають батьком науки.
Фалес відомий тим, що відмовився від використання міфології для пояснення світу та Всесвіту натомість він пояснював природні об'єкти та явища, пропонуючи натуралістичні теорії та гіпотези. Майже всі інші досократики пішли за ним у поясненні природи, що походить із єдності всього, заснованого на існуванні єдиної кінцевої субстанції замість використання міфологічних пояснень. Арістотель вважав його засновником іонійської філософської школи та повідомив про гіпотезу Фалеса, згідно з якою першопричиною природи та матерії є єдина матеріальна субстанція: вода.
У математиці Фалес використовував геометрію для розрахунку висоти пірамід та відстані кораблів від берега. Він є першою відомою людиною, яка використала дедуктивні міркування в геометрії, вивівши чотири слідства з теореми Фалеса. Він також є першою відомою людиною, якій було приписано математичне відкриття.

## Біографія
Найдостовірнішими сучасні дослідники вважають свідчення про Фалеса в працях Геродота й Арістотеля, які жили «всього» за 2—3 століття після його смерті. Арістотель у своїх згадках про Фалеса використовував нині втрачені праці Ксенофана, який жив і писав за кілька десятиліть по смерті ФалесаЛебедев А. В. Фалес и Ксенофан (Древнейшая фиксация космологии Фалеса) // Античная философия в интерпретации буржуазных философов / Институт философии АН СССР. — Москва, 1981. — С. 3.. Втім переважна більшість джерел про Фалеса створені за 500 і більше років після його смерті і сповнені анекдотичних історій, які сучасні історики не сприймають серйозно. Німецький історик Герман Дільс (1848—1922) у монографії «Der Fragmente der Vorsokratiker» зібрав такі фрагменти - від Геродота і Платона до Суди й Абу-ль-Фараджа. Окрім очевидних сумнівів у достовірності відомостей із джерел, що віддалені від описуваної особи на 500—1500 років, привертає увагу суперечливість поданих даних. Основним джерелом відомостей про життя й діяльність Фалеса є праця Діогена Лаертського "Життя, вчення і вислови славетних філософів" (III століття н. е.). Діоген писав приблизно через вісім століть після смерті Фалеса, і його розповіді часто ґрунтувалися на «ненадійних або навіть вигаданих відомостях».

### Походження та родина

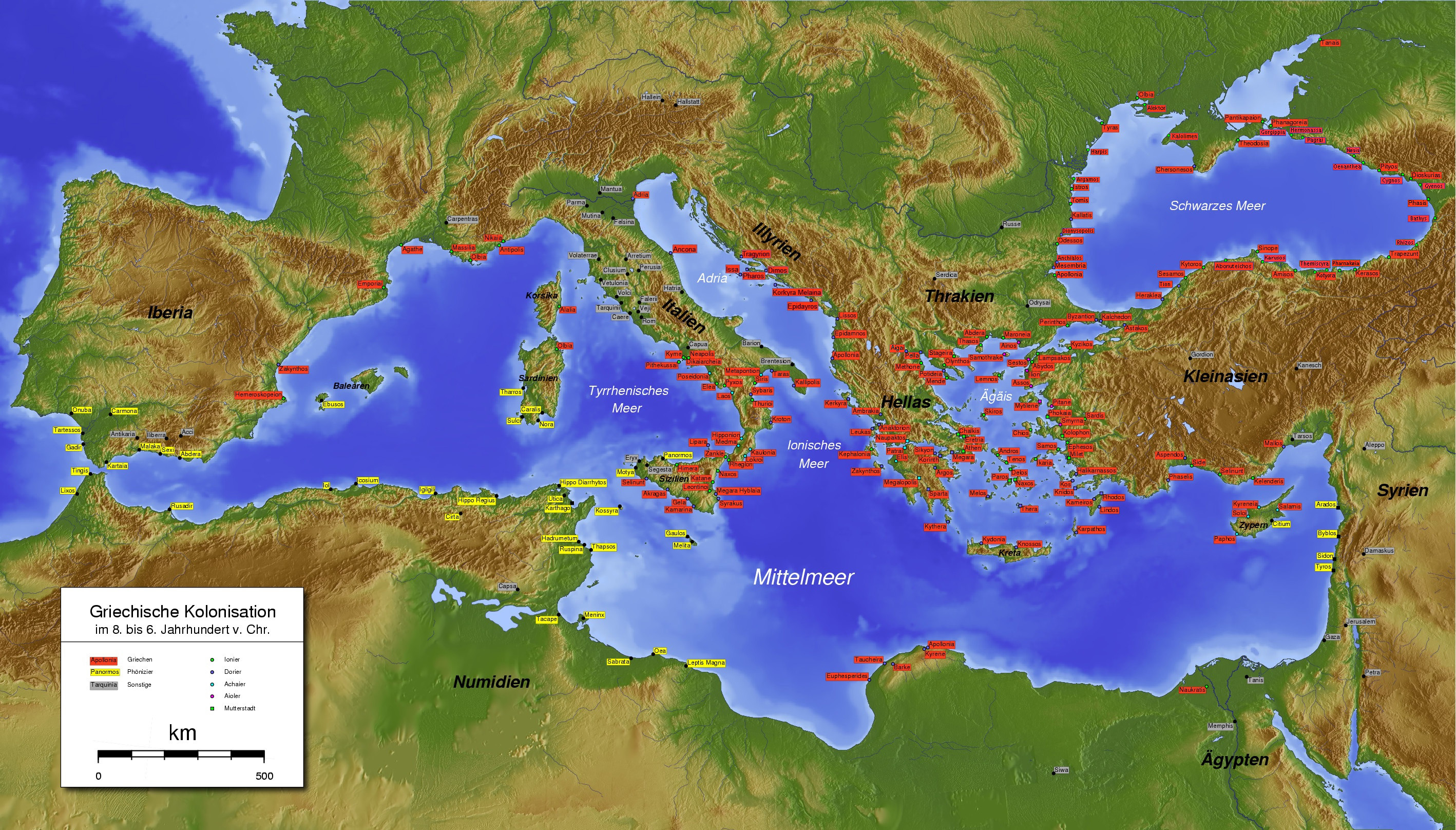
Мапа фінікійських (жовтим) та грецьких колоній (червоним) між VIII і VI століттями до н. е.

Точні дати життя Фалеса невідомі, однак приблизно встановлені за кількома подіями, згаданими у джерелах. За свідченням історика Геродота (V століття до н. е.), Фалес передбачив сонячне затемнення 585 року до н. е. Припускаючи, що період активної діяльності припадає на вік близько 40 років, хроніка Аполлодора Афінського, написана у II столітті до н. е., датує народження Фалеса приблизно 625 роком до н. е. Згідно з Аполлодором, Фалес народився у перший рік тридцять п’ятої Олімпіади, тобто у 640 році до н. е. У візантійській енциклопедії Суда із посиланням на Флегонта зазначено, що Фалес був уже відомий у сьому Олімпіаду, тобто між 752—749 роками до н. е. Ці дати суперечать іншим відомим подіям із життя філософа. Дільс вважав, що Фалес жив у 624—547 роках до н. е., а Поль Таннері — у 637—558 роках до н. е.
Ймовірно, Фалес був греком, як і більшість мілетців, однак Геродот описує його як «фінікійця за походженням далеких предків». Діоген Лаертський посилається на Геродота, Дуріса та Демокріта, які одностайно стверджують, що Фалес був сином Ексамія та Клеобуліни, належав до роду Телідів — фінікійців, які вели свій рід від Кадма та Агенора, й належали до найзнатніших їхніх нащадків. Вони були вигнані з Фінікії, після чого Фалес разом із Нелеєм отримали громадянство у Мілеті. Втім, Фрідріх Ніцше та інші дослідники трактують цю згадку як вказівку лише на те, що предки Фалеса були мореплавцями з Кадмеї. Також можливо, що Фалес був змішаного походження, оскільки його батько мав карійське ім’я, а мати — грецьке. Діоген Лаертський також наводить альтернативну думку: «Більшість авторів, утім, зображують його справжнім мілетцем і представником знатного роду». Енциклопедія "Британіка" (1952) доходить висновку, що Фалес, найімовірніше, був корінним мілетцем шляхетного походження та безсумнівно — греком.
Відомості про сімейний стан Фалеса є фрагментарними та суперечливими. Діоген Лаертський зібрав відомі в античності версії щодо його родини. Згідно з одними джерелами, він був одружений і мав сина на ім’я Кібіст; за іншими — усиновив племінника, сина своєї сестри; ще за іншими — не мав дітей і жив самотньо. На запитання, чому він не має дітей, Фалес відповів: «Тому що люблю їх». За ще однією легендою, коли мати наполягала, щоб він одружився, він спочатку казав: «Занадто рано!», а згодом — «Занадто пізно!». Плутарх наводить версію, за якою Солон запитав Фалеса, чому той досі не має сім’ї; філософ відповів, що не хоче турбуватися про дітей. Однак за кілька років, бажаючи мати родину, Фалес усиновив племінника Кібіста.

### Подорожі

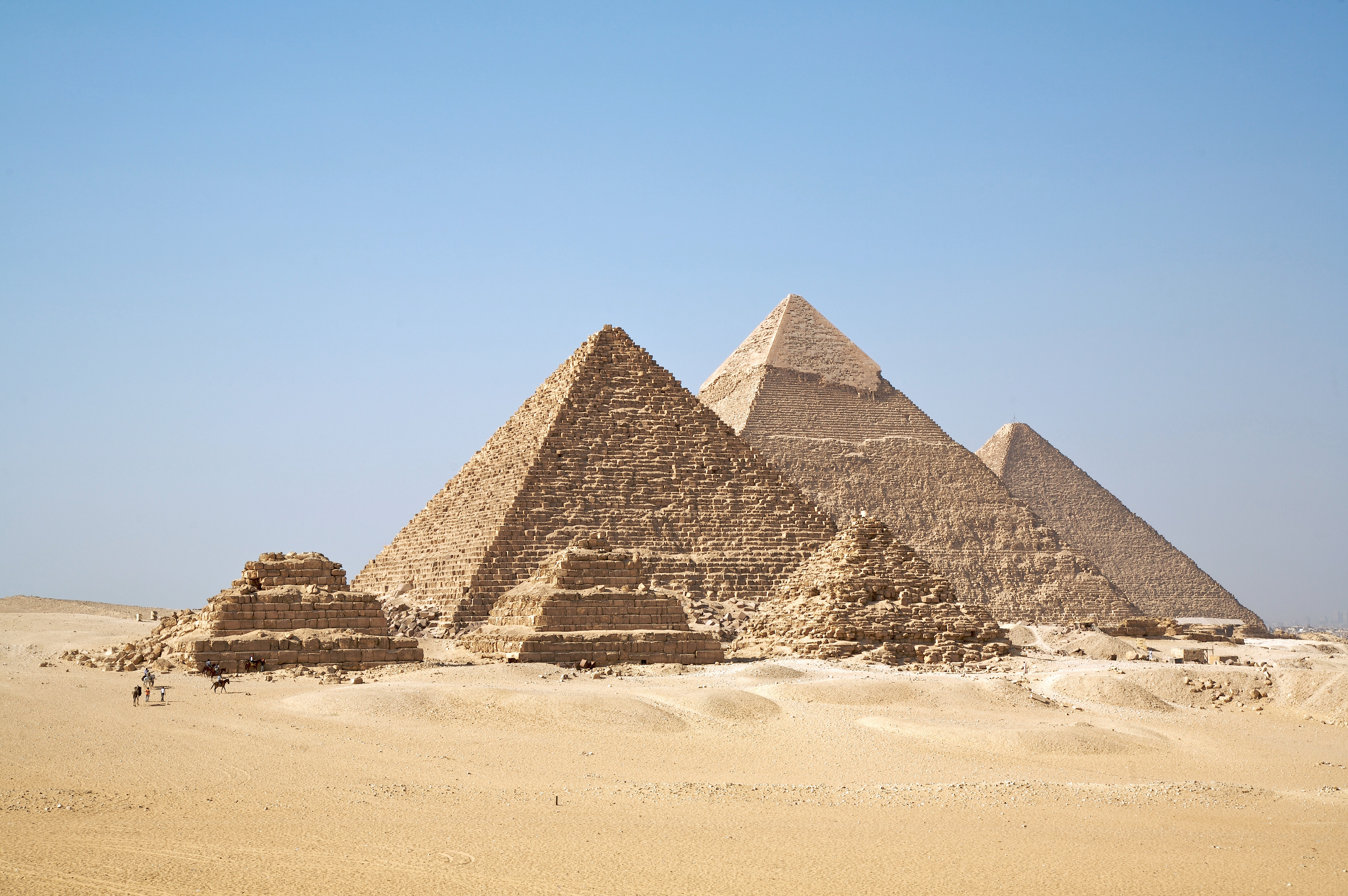
Фалес, імовірно, здобував освіту в Єгипті

Поширена версія, за якою Фалес у юності відвідав Єгипет. Це припущення виглядає правдоподібним, бо Мілет мав постійну колонію в Єгипті — Навкратіс. Згідно з джерелами, Фалес мав тісні контакти з жерцями Фів, і саме від них міг навчитися геометрії. Також він начебто досліджував причини повеней та розливів Нілу.
Втім переконливих доказів перебування Фалеса в Єгипті немає, і це питання залишається предметом дискусій серед науковців. Згадки про такі подорожі стали поширеними в працях пізніших авторів, які намагалися пояснити походження математичних знань давньогрецьких філософів. Не виключено також, що Фалес отримав знання про Єгипет із розповідей інших мандрівників, не відвідуючи його особисто. На думку Дікса, розповіді про єгипетську подорож є міфом, як і приписування Фалесові математичних відкриттів біографами, які жили за багато століть після його смерті.
Гіпотетичні подорожі Фалеса до Єгипту та його навчання в місцевих учених мали велике значення для давніх греків. Вони приписували загадковій давньоєгипетській цивілізації таємні та втрачені знання. У сприйнятті еллінів Фалес був першим грецьким мудрецем, який приніс до Еллади єгипетські знання та зробив їх загальним надбанням. Подібні легенди існували також про Піфагора та Платона.

### Політична діяльність
За свідченням Діогена Лаертського, Фалес був близьким другом і радником мілетського тирана Фрасибула. Це твердження античного автора, на думку сучасних істориків, є цілком правдоподібним. Знатне походження, вченість, а можливо й особиста симпатія сприяли зближенню Фалеса з правителем міста. Фалес, ймовірно, порадив Фрасибулу укласти мир і рівноправний союз із набагато сильнішим суперником, Лідією, близько 615 року до н.е. У контексті дружби філософа й тирана зрозумілим стає призначення учня Фалеса Анаксимандра ойкістом мілетської колонії Аполлонії Понтійської (сучасний Созополь у Болгарії).
Прозірливість Фалеса виявилася під час створення Кіром Великим імперії Ахеменідів. Він одним із перших усвідомив небезпеку підкорення Іонії персами та запропонував реальний, хоч і не реалізований, план протидії цій загрозі. На його думку, слід було створити політичне об'єднання — синойкізм — Паніонію з прообразом парламенту буле на острові Хіос. Водночас він переконав громадян Мілета відмовитися від військового союзу з лідійським царем Крезом, який розпочав війну з Кіром. Це дозволило Мілету після поразки Лідії укласти найвигідніший серед усіх іонійських міст сепаратний мир із Кіром. Водночас Фалес допоміг Крезу під час бойових дій з персами. За свідченням Геродота, коли військо Креза зупинилося перед повноводною річкою Галіс, Фалес спорудив дамбу та змінив русло річки так, що солдати змогли безперешкодно перейти її назустріч ворогові.

### Легенди

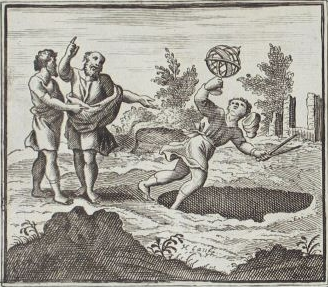
Ілюстрація XVIII століття до байки Жана де Лафонтена «Астролог, що впав у криницю»

Із ім’ям Фалеса пов’язано кілька легенд. Широку популярність здобув сюжет про філософа або астролога, який упав у криницю. Уперше він згаданий в діалозі Платона «Теетет», написаному в першій половині IV століття до н. е.:
|  | Приклад Фалеса, який спостерігав за зорями, допоможе тобі зрозуміти, Феодоре! Захопившись спогляданням неба, він упав у криницю, а фракійська служниця, розумна й дотепна, як розповідають, насміялася з нього: мовляв, прагне дізнатися, що діється на небі, не помічаючи того, що перед носом і під ногами. Цей жарт стосується всіх, хто віддається філософії. Така людина й справді не обізнана з ближніми та сусідами, не лише не знає, що вони роблять, а й чи є вони людьми, чи тваринами. Тим часом предметом її пошуків є питання, що таке людина і яка її природа. |

Згодом байку переповів Діоген Лаертський, і вона увійшла до збірки «Байки Езопа». У Новий час її використовували для критики астрологів та псевдовчених схоластів, зокрема й відомий французький байкар Жан де Лафонтен.
Ще одну легенду про життя Фалеса наводить Арістотель у творі «Політика». Сучасники дорікали Фалесу, що його заняття філософією й наукою не приносять жодної користі. Тоді завдяки астрономічним знанням Фалес передбачив багатий урожай маслин і заздалегідь орендував чавильні олії на Хіосі та в Мілеті за безцінь. Коли настав час збирання врожаю, всі почали потребувати доступу до чавилень, і Фалес отримав прибуток. Так він довів, що філософ легко може збагатитися завдяки знанням, але не робить цього, бо його мета — не багатство.
Фалес входив до всіх античних списків «семи мудреців», яких існує багато варіантів. Про них існують дві легенди: спільна трапеза та суперечка за треножник. Оповідь про бенкет мудреців, які зібралися у гостях у тирана Періандра з Коринфа, дійшла до нас у викладі Плутарха. Оповідь про треножник має багато варіацій. За найвідомішою з них, рибалка виловив його разом із рибою — це був жертовний предмет. Між мешканцями Мілета та острова Кос почалася суперечка, яка переросла у війну. Урешті обидві сторони звернулися до дельфійського оракула, і Піфія передала волю Аполлона: «віддати треножник наймудрішому з греків». Його вручили Фалесу, але той вважав себе негідним цього звання й передав артефакт Біасу. Так треножник перейшов через руки всіх семи мудреців і зрештою повернувся до Фалеса. Після цього всі вони вирішили віддати його Аполлону, як істинно наймудрішому.
За античними джерелами, Фалес помер у похилому віці, « ослаблений спекою під час перегляду гімнастичних змагань».

## Наукова спадщина

### Вислови та праці
Антична традиція вважає Фалеса засновником давньогрецької філософії. Витоки філософії у Давній Греції сягають народних прислів’їв і життєвих мудростей. Думки перших філософів дійшли до нас не у вигляді завершених трактатів, а як сукупність численних висловів. Їх точний розподіл між мудрецями є умовним і суттєво відрізняється в різних джерелах. Фалесу приписують авторство таких сентенцій:
- «Найдавніше з усього сущого — Бог, бо він ненароджений»;
- «Найпрекрасніше — світ, бо це творіння Бога»;
- «Найбільше — простір, бо він охоплює все»;
- «Найшвидше — розум, бо він оббігає все»;
- «Найсильніше — неминучість, бо вона панує над усім»;
- «Наймудріше — час, бо він виявляє все»;
- «Що найважче у світі?» — «Пізнати себе!»;
- «А що найлегше?» — «Давати поради іншим!»;
- «Як ти підтримував своїх батьків — такої ж підтримки чекай і від дітей».

Твори Фалеса не збереглися. У пізньоантичних джерелах згадуються кілька трактатів. Діоген Лаертський приписує йому авторство творів «Про сонцестояння» (Περὶ τροπῆς) і «Про рівнодення» (Περὶ ἰσημερίας). Симплікій (бл. 490—560) називає єдиним завершеним твором Фалеса «Морську астрономію», яку той нібито написав наприкінці життя. У ній, за свідченням Симплікія, описано методики орієнтування під час морських подорожей. Сенека, Плутарх і Гален згадували фалесів твір «Про начала». До апокрифічних творів, приписуваних Фалесу, належать два листи від його імені до Солона та Ферекіда. На відміну від інших давньогрецьких мислителів, твори яких не збереглися, у випадку з Фалесом існують сумніви навіть щодо самого факту існування його трактатів. Принаймні, ані Геродот, ані Платон, ані Арістотель про них нічого не згадують. Отже, сучасні уявлення про вчення та відкриття Фалеса ґрунтуються не на цитуванні його оригінальних праць іншими авторами, а на переказах усної традиції, що відділена від нього багатьма поколіннями.

### Космогонія

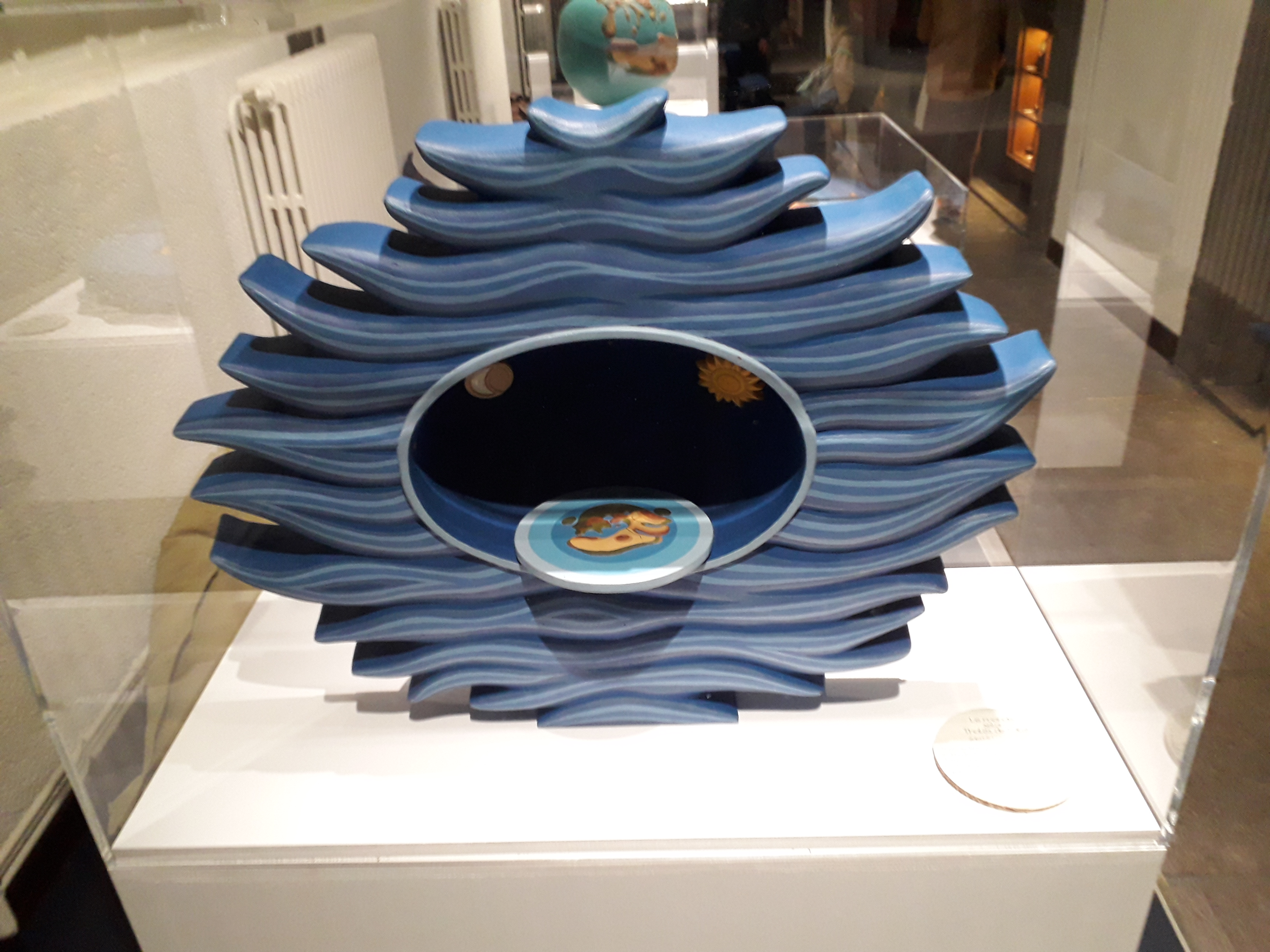
Модель світу за Фалесом у Музей Анрі-Лекока.

Фалеса вважають засновником першої давньогрецької філософської школи, яка увійшла в історію під назвою «мілетська». На відміну від сучасної філософії, вона не займалася теоретичними питаннями буття та пізнання, а досліджувала природу світу. Філософи мілетської школи не порушували питання про співвідношення матеріального й духовного. Згідно з сучасними уявленнями, саме з відкриттів цієї школи починається історія європейської науки — космогонії та космології, фізики, географії, метеорології, астрономії, біології та математики. У цьому контексті Фалеса іноді називають натурфілософом, наголошуючи на його зацікавленні природничими науками.
Мілетська школа описувала еволюцію космосу — від первинної матерії до виникнення живих істот. Фалес і його послідовники протиставили логос міфу, відмовившись від поділу божественного й людського. Запропоновані ними фундаментальні закони, зокрема «закон збереження матерії», заперечення виникнення з нічого й повного знищення, претендували на універсальність.
За словами Діогена Лаертського, початком усього сущого Фалес вважав воду, а космос — живою істотою, наділеною божественними силами. Земля, за його уявленням, плаває в центрі Світового океану «як дерево або інша подібна речовина». Землетруси — це коливання Світового океану. Сонце й Місяць рухаються по небу не на колісницях, а на кораблях. Чи був Фалес першим, хто створив космогонічну теорію походження всього з одного елементу, чи запозичив цю ідею з Єгипту або Вавилону, переосмисливши міфологічні уявлення, зокрема з творів Гомера про Океан, залишається відкритим питанням. Космогонічні ідеї Фалеса мають паралелі з єгипетським міфом про Птаха, який постав із Нуна — первісного океану, а також з вавилонським міфом «Енума Еліш» про боротьбу Мардука з богами водяного хаосу. В «Одіссеї» Гомера є рядок: «Навідатися до Океану, прародителя богів, і до матері Тетії». У джерелах античності відсутні згадки про роздуми Фалеса щодо того, як виникла вода як першоречовина, і як з неї походять інші форми буття. Арістотель розмірковував, чому саме воду, а не землю, повітря чи вогонь Фалес визнав первинною речовиною. За однією з версій, Фалес самостійно дійшов висновку, що все постає з води. Арістотель намагався реконструювати його логіку: якщо рослини живляться вологою, зародження живого пов’язане з рідиною, а Сонце й космос живляться випарами, то водa є початком усього сущого. Попри обережне «можливо», використане Арістотелем, згодом ці твердження почали сприймати як фактичну основу вчення Фалеса. За Гегелем, це є одним із перших «доведень від дійсності», що базується на відповідності загальної ідеї про воду як початок. У цьому сенсі безформна субстанція отримує форму й «індивідуалізується індивідуальністю».
Попри наявність слідів міфологічного мислення, космогонічні погляди Фалеса стали першим вченням про матеріальну основу світу і заклали підвалини наукового підходу до пояснення природних явищ. Фалес першим висловив припущення про розжарену землеподібну природу речовини зір і Сонця.
Бог у вченні Фалеса — це всепроникний космічний Розум, який приводить первинну речовину — воду — у рух. При згущенні вода стає землею, при випаровуванні — повітрям, яке потім загоряється і перетворюється на ефір, тобто вогонь — у тому числі вогонь Сонця й зір. Осідаючи, вода перетворюється на мул, тобто землю.
Фалесова переконаність у тому, що «все сповнене богів», веде до ідеї всеоодухотворення. Гілозоїзм Фалеса став важливою віхою в розвитку античного мислення. За античними джерелами, Фалес приписував душу бурштину та магніту. Поєднання тверджень «усе — з води» і «усе сповнене богів» призвело до уявлення про Бога як першопричину всього сущого.
Центральне положення вчення Фалеса про воду як першоелемент знаменує початок філософії. Ця ідея, попри її недоказовість, означала відхід від міфологічних вірувань, згідно з якими природа є породженням богів. Уперше була сформульована думка, що «єдине є сутністю». Тобто множина речей і явищ має спільну суть — першоречовину, яка набула різних форм. На відміну від пізніших концепцій, ця першоречовина мало матеріальну природу, тому Фалеса й уважають натурфілософом.

### Астрономія
Античні джерела стверджують, що Фалес точно передбачив дату сонячного затемнення. Вважають, що йдеться про затемнення 28 травня 585 року до н. е. У дослідників античності виникає питання, яким чином Фалес зміг зробити таке виняткове для давньогрецького світу передбачення — якщо воно справді мало місце. Нідерландський математик Бартель ван дер Варден вважав це однозначним свідченням знайомства Фалеса з вавилонською астрономією, яка, згідно з сучасними уявленнями, вже тоді мала необхідні знання.
Питання, чому теоретична наука виникла саме в Греції, а не в Месопотамії, де були здійснені відповідні відкриття, пояснюється особливостями суспільного устрою. У Вавилоні та Ассирії астрономи служили при царських дворах і храмах, тому не були зацікавлені у публікації своїх знань чи створенні теорій, які могли б суперечити релігійним уявленням. Натомість у Греції, де в окремих полісах існувала демократична форма правління, ситуація була іншою. Перші науковці, серед яких і Фалес, були вільними, заможними та знатними людьми, незалежними від влади.
Про те, що передбачення мало місце, свідчив Ксенофан, який жив приблизно через півстоліття після Фалеса. На думку вчених, уявлення Фалеса про природу сонячних затемнень були близькі до сучасних, про що свідчили згадки у творах Аристарха та Евдема. Можливо, Фалес передбачив не точну дату, а рік або інший проміжок часу. Метод, за допомогою якого він це зробив, невідомий. Згідно з сучасними реконструкціями ходу його мислення, Фалес мав глибокі знання про екліптику. Розуміння природи затемнень стало своєрідною інтелектуальною революцією: замість питань «хто» і «навіщо» спричиняє затемнення, на які відповідали міфи, з’явилось питання: «Що його зумовлює?».
Фалес першим визначив кутовий розмір Сонця і Місяця як ½ градуса; він установив, що розмір Сонця становить {\displaystyle {\frac {1}{720}}} частину його шляху по небу, а Місяця — таку саму частку його шляху. Можна стверджувати, що Фалес започаткував «математичний метод» у дослідженні руху небесних тіл.
За античними уявленнями, Фалес відкрив для греків сузір’я Малої Ведмедиці як орієнтир; до того його використовували фінікійці. Він також упровадив календар за єгипетським зразком (рік складався з 365 днів, поділених на 12 місяців по 30 днів, і п’яти додаткових днів). Йому приписують також відкриття нахилу екліптики до екватора і поділ небесної сфери на п’ять кіл: арктичне, літній тропік, небесний екватор, зимовий тропік і антарктичне коло. Він навчився обчислювати час сонцестоянь і рівнодень, а також виявив нерівність проміжків між ними. На основі джерел, що дійшли до нас, сучасні дослідники вважають Фалеса засновником геоцентричної системи.
Вважають, що Фалес також сформулював відмінність між синодичним й сидеричним місяцями.

### Геометрія
Відомості про математичні здобутки Фалеса дійшли до наших часів завдяки коментатору «Начал» Евкліда Проклу Діадоху (412–485), а також Діогену Лаертському (180–240). Прокл, своєю чергою, спирався на втрачений твір Евдема Родоського «Історія геометрії та арифметики» (IV століття до н. е.), а Діоген Лаертський цитує Памфілу Епідаврську (I століття). Крім того, автори пізньої античності в кількох варіантах описували легенду про те, як Фалес виміряв висоту єгипетських пірамід. За словами Діогена Лаертського, вчений визначив їхню висоту за тінню: він зауважив момент, коли довжина його власної тіні стала дорівнювати його зросту. У версії Плутарха Фалес встановив жердину на краю тіні, яку відкидала піраміда, і, вимірявши довжину жердини та її тіні, показав, що відношення довжини тіні піраміди до тіні жердини дорівнює відношенню висоти піраміди до висоти жердини.
Згідно з Проклом, Фалес здійснив чотири математичні відкриття. Він першим довів, що діаметр ділить коло навпіл. Також йому належить твердження про рівність кутів при основі рівнобедреного трикутника. За свідченням Евдема, Фалес відкрив, що при перетині двох прямих утворюються дві пари рівних кутів. Давньогрецькому математику також приписують теорему про рівність трикутників, у яких однакова сторона та два кути, що дозволяло обчислювати відстань від берега до корабля в морі. Діоген Лаертський наводить таку цитату: «Памфіла каже, що він [Фалес], навчившись у єгиптян геометрії, першим вписав прямокутний трикутник у коло і за це приніс у жертву бика. Проте інші, зокрема Аполлодор Обчислювач, приписують це Піфагору».

Теорема Фалеса про пропорційні відрізки :

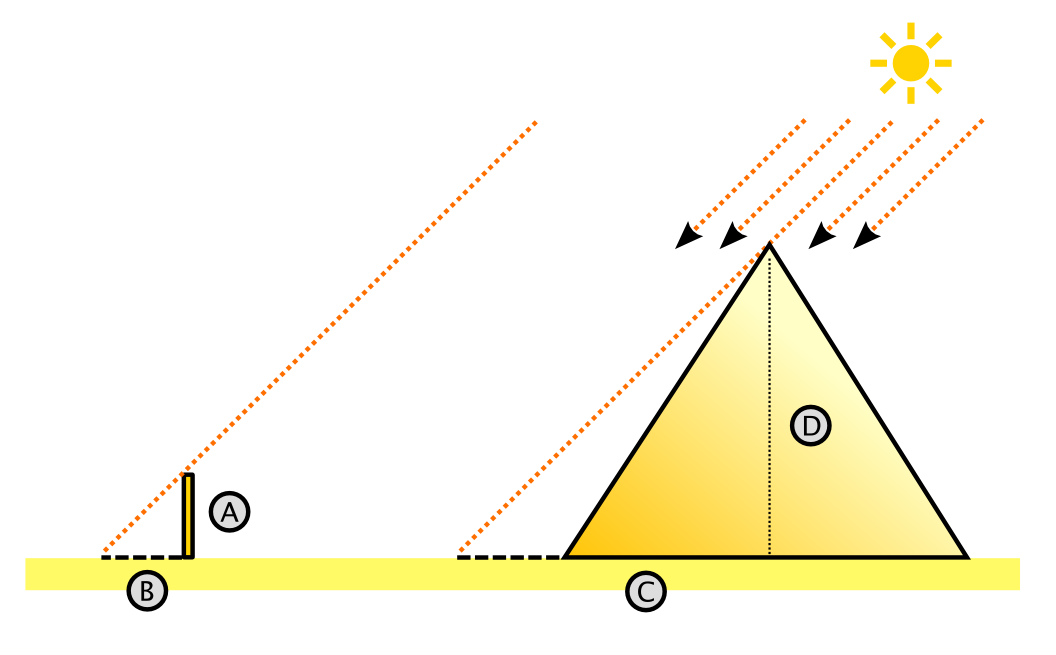
Схема визначення Фалесом висоти піраміди

Яким саме чином Фалес визначав відстань від берега до корабля, античні джерела не повідомляють. Бартель Ван дер Варден вважає, що саме з цією задачею пов'язане виникнення теореми про рівність трикутників. Задачі з обчислення висоти піраміди та відстані до корабля, на перший погляд, мають прикладний характер. Проте, за сучасними оцінками, момент, коли Фалес уперше взявся за вимірювання цих величин, став переломним в історії науки: якщо можна виміряти висоту піраміди або відстань до корабля, то наступними питаннями стануть: «Яка відстань до Місяця і Сонця?».
Хоча вимірювання висоти піраміди, здійснене Фалесом, здається простим і зводиться до розв’язання пропорції {\displaystyle {\frac {C}{B}}={\frac {D}{A}}} з одним невідомим D, воно передбачає розгляд низки математичних понять. Аналізуючи поняття пропорції як рівності відношень і подібності однаково розміщених трикутників, Фалес сформулював теорему Фалеса про пропорційні відрізки: «Якщо на одній з двох прямих послідовно відкласти кілька відрізків і через їхні кінці провести паралельні прямі, що перетинають другу пряму, то ці прямі відсікають на другій прямій пропорційні відрізки». Обернена теорема Фалеса звучить так: «Якщо прямі, що перетинають дві інші прямі (паралельні чи ні), відсікають на кожній з них рівні (або пропорційні) між собою відрізки, починаючи від однієї вершини, то ці прямі є паралельними»Смирнова Е. С. Теорема Фалеса // Планиметрия: виды задач и методы их решений. — Москва : Издательство Московского центра непрерывного математического образования, 2017. — С. 103. — 416 с. — ISBN 978-5-4439-2328-4.</ref>.

Теорема Фалеса про кут, що спирається на діаметр кола

Визначення відстаней за допомогою теореми про подібність трикутників, запропонованої Фалесом:

У світовій літературі існують різночитання щодо терміна «Теорема Фалеса». Вперше він з’явився у французькій математичній літературі 1882 року. Згодом термін вжито у 1885 році в італійському підручнику з геометрії. У німецькій літературі з 1894 року, а згодом і в англомовній літературі він закріплюється за іншою теоремою: «Якщо в трикутнику кут спирається на діаметр описаного кола, то цей кут є прямим, тобто трикутник — прямокутний». Назва «Теорема Фалеса» щодо паралельних січних усталилася також у іспанській, бельгійській, російській та українській літературі, тоді як для трикутника, вписаного в півколо — в австрійській, угорській та чеській.

### Фізика

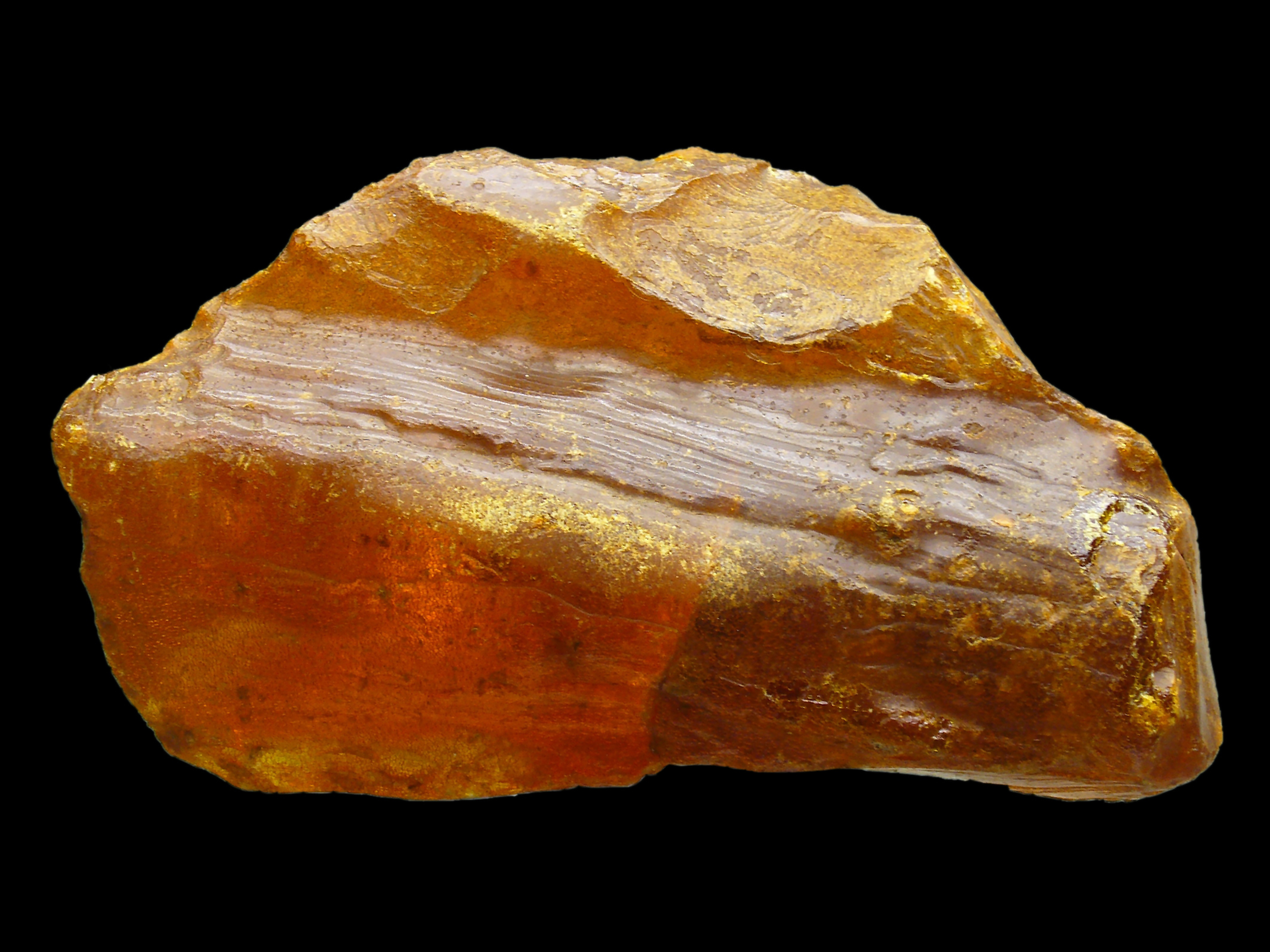
Невеликий шматок сирого бурштину.

Фалес також зробив ключові фізичні спостереження, і його часто вважають першим фізиком.
Зокрема, йому належить перше в історії дослідження електрики завдяки двом експериментам. Спочатку він помітив, що бурштин притягує легкі об’єкти, наприклад шматочки тканини. Саме грецьке слово «ἤλεκτρον», що означало «бурштин», дало назву електриці. Іншим його дослідом, проведеним у Магнесії близько 600 року до н. е., було виявлення магнітних властивостей оксиду заліза.

## Памʼять
За життя Фалес здобув славу мудреця та наймудрішого серед еллінів. Уже в V столітті до н.е. його імʼя стало загальною назвою на позначення мудрої людини. Ще в давнину його називали «батьком філософії» та її «засновником» (грец. άρχηγέτης). Діоген Лаертський називав його «першим мудрецем», Цицерон, Платон і Страбон — «першим філософом», Юстин Мученик і Євсевій Кесарійський — «першим натурфілософом», Арістотель — «засновником філософії», Апулей — «першим геометром», Евдем і Минуцій Фелікс — «першим астрономом», Пліній Старший, Лактанцій і Тертуліан — «першим фізиком». Комедіографи Аристофан і Плавт уживали імʼя «Фалес» як епітет софістів у іронічному значенні.
Данте помістив Фалеса до першого кола Пекла — лімб, де перебувають доброчесні язичники.
У Новий час першим, хто повʼязав імʼя Фалеса з виникненням філософії, був німецький філософ Дитріх Тідеман (1748—1803). Згодом цю думку розвинули Едуард Целлер (1814—1908), Альберт Швеглер (1819—1857), Георг Гегель та інші мислителі. Сучасні дослідники вважають заслугою Фалеса перехід від міфологічного світогляду до філософського. Його розглядають як одного з перших грецьких мислителів, який стояв біля витоків давньогрецької думки, що, у свою чергу, стала основою західноєвропейської цивілізації. Фалеса та його мілетську школу можна розглядати як проміжний етап між міфологічним і науковим підходами до пізнання дійсності. Якщо узагальнити оцінки Фалеса істориками Нового та Новітнього часу, вони практично не відрізняються від античних. Фалеса описують як першого математика та засновника наукової геометрії, астронома, метеоролога, фізика та творця мілетської школи.
У 1935 році Міжнародний астрономічний союз надав імʼя Фалеса Мілетського кратеру на видимому боці Місяця. На честь Фалеса також названо астероїд 6001 Фалес.